# 圣胡安德拉纳瓦
圣胡安德拉纳瓦，是西班牙卡斯蒂利亚-莱昂阿维拉省的一个市镇。总面积61平方公里，总人口664人（2001年），人口密度11人/平方公里。